# 1773 w sztukach plastycznych
Wydarzenia w sztukach plastycznych i wizualnych w 1773 roku.

## Malarstwo

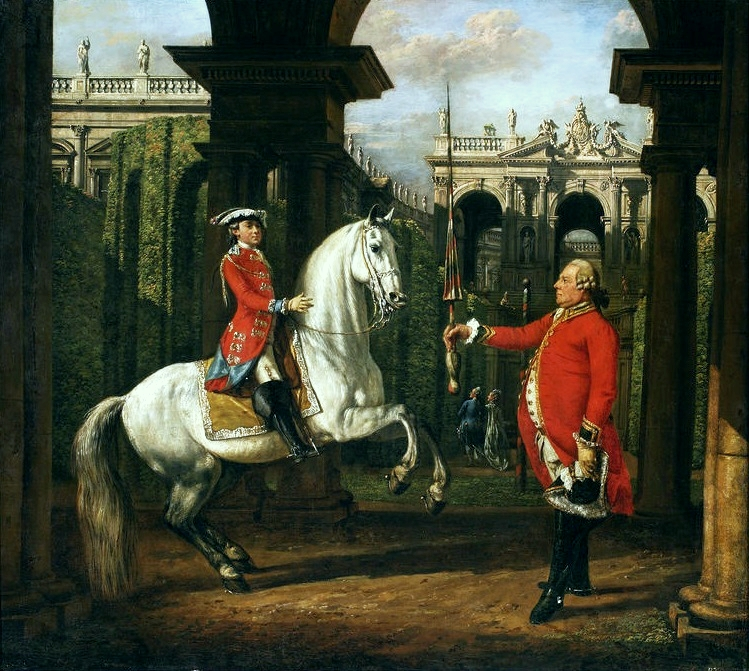
Bernardo Bellotto, Pułkownik Koenigsfels uczy jazdy konnej ks. Józefa Poniatowskiego

- Bernardo Bellotto

Pułkownik Koenigsfels uczy jazdy konnej ks. Józefa Poniatowskiego – olej na płótnie, 73 × 81,5 cm